# 아시르주
아시르주(아랍어: عسير)는 사우디아라비아 남서부에 위치한 주로, 주도는 아브하이며 면적은 81,000km2, 인구는 1,563,000명(2007년 기준)이다. 예멘과 조그마한 국경을 공유하고 있다.

## 같이 보기
- 헤자즈